# Timmersdala församling
Timmersdala församling var en församling i Skara stift och i Skövde kommun. Församlingen uppgick 2002 i Bergs församling.

## Administrativ historik
Församlingen har medeltida ursprung.
Församlingen har sedan 1400-talet till 2002 varit annexförsamling i pastoratet Berg, Lerdala, Timmersdala och Böja. Församlingen uppgick 2002 i Bergs församling.

## Kyrkor
- Timmersdala kyrka